# 문성현 (정치인)
문성현(文成賢, 1952년 2월 8일 ~ )은 대한민국의 정치인이다. 민주노동당 대표를 역임했으며, 2017년 8월 23일, 문재인 대통령에 의해 경제사회발전노사정위원회 위원장으로 위촉되었다.

## 학력
- 진주고등학교 졸업
- 서울대학교 경영학 학사

## 경력
- 1983년: 동양기계 노조 사무국장
- 1985년: 통일 노조위원장
- 1988년: 경남노동자협의회 의장
- 1989년: 전국노동운동단체협의회 공동의장
- 1993년: 전국노동조합협의회 사무총장
- 1999년: 전국민주노동조합총연맹 전국금속연맹 위원장[1]
- 2000년: 민주노동당 중앙위원
- 2004년: 민주노동당 경상남도당 위원장[2]
- 2006년 ~ 2008년: 민주노동당 대표
- 2010년: 민주노동당 지도위원
- 2012년: 통합진보당 19대 총선 경상남도 창원시 의창구 후보
- 2017년 ~ 2022년: 경제사회발전노사정위원회 위원장

## 역대 선거 결과
|  | 10.05% |

|  | 27.40% |

|  | 45.87% |